# Thesea mitzukurii
Thesea mitzukurii är en korallart som beskrevs av author unknown. Thesea mitzukurii ingår i släktet Thesea och familjen Plexauridae. Inga underarter finns listade i Catalogue of Life.